# Сабле (футбольный клуб, Батие)
«Сабле» (фр. Sable) — камерунский футбольный клуб из города Батие. Домашней ареной клуба является муниципальный стадион в Мбуде, вместимостью 11 тысяч зрителей.

## История
Футбольный клуб «Сабле» был основан в 1995 году. Название клуба с французского переводится как песок, поскольку департамент О-Плато известен благодаря добычи песка. Команда иногда именуется под прозвищем San-San Boys.
В 1998 году команда стала участником чемпионата Камеруна, где в первом сезоне заняла 9 место. Уже в следующем сезоне 1999 года «Сабле» показал свой лучший результат в истории, став чемпионом Камеруна по итогам турнира. Победа в лиге позволила команде выступить в Суперкубке Камеруна, где «Сабле» обыграл «Канон Яунде» (1:0). Дважды клуб доходил до финала Кубка Камеруна, но уступал там с одинаковым счётом 1:2 сначала «Моунт Камерун» (2002), а затем «Котон Спорту» (2003).
Успехи на национальном уровне позволили клубу дебютировать в 2000 году в Лиге чемпионов КАФ. Камерунцы успешно прошли квалификацию, но на групповом этапе заняли последнее четвёртое место. В последний раз «Сабле» сыграл на всеафриканском уровне в 2004 году в рамках дебютного розыгрыша Кубка Конфедерации КАФ. Преодолев три раунда квалификации команда пробилась в групповой этап, но заняла там третье место.
«Сабле» был бессменным участником чемпионата Камеруна с 1998 по 2014 год. Сезон 2015 года команда начала во втором дивизионе, но по ходу турнира была дисквалифицирована. С 2016 года «Сабле» выступает в региональной лиге.
В составе клуба в разное время играли футболисты, имеющие опыт выступления за национальную сборную Камеруна, такие как Винсент Ком, Оливье Чатчуа, Сэмюэл Битте, Уильям Мбогнинг и Франц Пангоп.

## Достижения
- Чемпион Камеруна: 1999
- Финалист Кубка Камеруна: 2002, 2003
- Победитель Суперкубка Камеруна: 1999

## Последние результаты
| Сезон | Див. | Место | Кубок Камеруна |         | Сезон | Див.   | Место       | Кубок Камеруна |
| ----- | ---- | ----- | -------------- | ------- | ----- | ------ | ----------- | -------------- |
| 1998  | I    | 9     | 1/8 финала     | 2007    | I     | 13     | 1/2 финала  |                |
| 1999  | I    | 1     | 1/16 финала    | 2007/08 | I     | 11     | 1/4 финала  |                |
| 2000  | I    | 4     | 1/8 финала     | 2008/09 | I     | 11     | 1/8 финала  |                |
| 2001  | I    | 5     | 1/8 финала     | 2009/10 | I     | 11     | 1/8 финала  |                |
| 2002  | I    | 8     | Финалист       | 2010/11 | I     | 7      | 1/16 финала |                |
| 2003  | I    | 14    | Финалист       | 2011/12 | I     | 7      | 1/4 финала  |                |
| 2004  | I    | 6     | 1/16 финала    | 2013    | I     | 13     | 1/16 финала |                |
| 2005  | I    | 8     | 1/4 финала     | 2014    | I     | 18     | 1/32 финала |                |
| 2006  | I    | 8     | 1/2 финала     | 2015    | II    | дискв. |             |                |

## Континентальный турнир
| Сезон | Турнир                 | Этап   | Соперник          | Дома      | Гости | Общий          |
| ----- | ---------------------- | ------ | ----------------- | --------- | ----- | -------------- |
| 2000  | Лига чемпионов КАФ     | первый | 105 Либревиль     | 2-1       | 1-1   | 3-2            |
| 2000  | Лига чемпионов КАФ     | второй | Хайлэндерс        | 3-0       | 0-3   | 3-3 (5-3 пен.) |
| 2000  | Лига чемпионов КАФ     | группа | Эсперанс (Тунис)  | 1-2       | 0-4   | 4 место        |
| 2000  | Лига чемпионов КАФ     | группа | Мамелоди Сандаунз | 1-2       | 1-2   | 4 место        |
| 2000  | Лига чемпионов КАФ     | группа | Африка Спорт      | 1-1       | 1-3   | 4 место        |
| 2004  | Кубок Конфедерации КАФ | первый | УСМ Либревиль     | 1-1       | 2-2   | 3-3 (в/г)      |
| 2004  | Кубок Конфедерации КАФ | второй | Трансфут Леопардс | 4-1       | 2-1   | 6-2            |
| 2004  | Кубок Конфедерации КАФ | третий | Орландо Пайретс   | тех. пор. | 2-4   | 2-4            |
| 2004  | Кубок Конфедерации КАФ | группа | Котон Спорт       | 0-0       | 0-1   | 3 место        |
| 2004  | Кубок Конфедерации КАФ | группа | Сантос            | 3-2       | 0-1   | 3 место        |
| 2004  | Кубок Конфедерации КАФ | группа | Хартс оф Оук      | 2-0       | 1-5   | 3 место        |